# Jahrsdorf
Jahrsdorf (niederdeutsch: Jårsdörp) ist eine Gemeinde im Kreis Rendsburg-Eckernförde in Schleswig-Holstein.

## Geografie

### Geografische Lage
Das Gemeindegebiet von Jahrsdorf erstreckt sich südlich von Hohenwestedt am Ursprung der Buckener Au am Rande des Naturparks Aukrug. Dieses Gebiet befindet sich im Osten des Naturraums Heide-Itzehoer Geest (Haupteinheit Nr. 693).

### Ortsteile
Nienjahn liegt im Gemeindegebiet.

### Nachbargemeinden
Jahrsdorf wird umschlossen von den Gemeinden-/Stadtgebieten von:
| Wapelfeld | Hohenwestedt                                |        |
| Reher     | Kompassrose, die auf Nachbargemeinden zeigt | Grauel |
|           | Silzen (Kreis Steinburg)                    |        |

## Landschaft
Einige Meter der alten Weißdornhecke, die einst das Dorf durchzog, sind bis heute noch erhalten geblieben.
Am Ehrenmal stehen Eichen seit 1870/71
Einzelne über 100 Jahre alte Eichen und Buchen finden sich auf einer Wiese am Quellengrund.
Von den 1934 im Dorf nachgewiesenen 212 Apfelbäumen, 94 Birnbäumen, 60 Süßkirschen, 27 Sauerkirschen, 71 Pflaumenbäumen, sieben Walnuss- und einem Pfirsichbaum sind nur noch ein kleiner Apfelgarten an der Dorfstraße hinter dem Ehrenmal sowie einzelne Streuobstbäume vorhanden.
In Jahrsdorf gibt es einige Wasserquellen:
- Auf dem „Jettmoor“ bei Nienjahn liegt die Quelle der Buckener Au.[5]
- Eine Ursprungsquelle der Wapelfelder Au entspringt auf dem Hälln an der Bundesstraße Richtung Itzehoe; zwei weitere auf dem Burdiek und der Teichwiese zwischen Jahrsdorf und Hohenwestedt.

1964 schrieb hierzu ein Hohenwestedter Lehrer: „Jahrsdorf besitzt einen Bodenschatz, der bisher nur wenig beachtet wurde. - Es ist das Grundwasser.“

## Geschichte

### Frühzeit bis Erster Weltkrieg
Im Jahre 1149 wurde Jahrsdorf als Geresthorp erwähnt, das auf einen Adligen Gottschalk von Geresthorp zurückzuführen sein soll. Die in der Umgebung befindlichen Hügelgräber deuten auf eine vorgeschichtliche Besiedlung hin. 1975 wurde bei Baggerarbeiten zum Kiesabbau ein Großsteingrab in der Gemarkung Jahrsdorf gefunden.
Die Jahrsdorfer Feldmark und hier besonders seine höchste Erhebung der Jarschenberg (52 Meter), als Höhenzug auch Jahrsche Balken genannt, besitzt für die Heimatgeschichte der Holsten eine besondere Bedeutung. Hier wurde ein hohes Thinggericht, das Goding abgehalten. Bis 1560 soll es dort für den ganzen Holstengau stattgefunden haben.
Noch in der zweiten Hälfte des 18. Jahrhunderts gehörte der Jahrsdorfer Balken der Kirche in Hohenwestedt und wurde „Kirchenholz“ genannt. Erst danach gelangte das Waldgebiet in den Besitz der alteingesessenen Jahrsdorfer Bauernfamilien, die als Geestbauern wie die wohlhabenderen Marschbauern frei und nicht der Leibeigenschaft unterworfen waren. Eine landwirtschaftliche Selbstverwaltung wie die Eiderstedter oder Dithmarscher hatten sie allerdings nicht. Sie waren dem Landesherren unmittelbar untertan und mussten bis zur Bauernbefreiung Dienste und Abgaben zu leisten.
Im 19. Jahrhundert war die Gemarkung Jahrsdorf überwiegend bewaldet.
Noch 1870 wurden nachweislich Schweine aus Dänemark jeweils bis zum Frühjahr im Wald gemästet (Eichelmast).
Die Haupterwerbsquelle der Einwohner Jahrsdorfs war die Landwirtschaft. Die alteingesessenen Bauern betrieben jeweils zur Hälfte Acker- und Weidewirtschaft.
Roggen, Hafer, Buchweizen, Kartoffeln, Rüben und Kohl wurden auf den Höfen des Dorfes angebaut.
Im 18. Jahrhundert hatte das Dorf noch eine „Hirtenkate“, die der Dorfschaft gehörte und in der im Winter von einem gemieteten Lehrer Schule abgehalten wurde. Diese Hirtenkate, die im „Eekhof“ stand, wurde in den achtziger Jahren des 18. Jahrhunderts abgerissen, da der Dorfhirtendienst eingestellt wurde.
1856 wurde die Dorfschule gebaut (Siehe dazu Abschnitt Dorfschule). Mit dem seit 1848 im Dorf tätigen Lehrer Matthießen begannen 1881 die Aufzeichnungen der in Sütterlinschrift verfassten Jahrsdorfer Schulchronik, die in den Folgejahren von den in Jahrsdorf tätigen Lehrern fortgeführt wurde. 1873 gab es im Dorf zwei Vollhufner, vier Halbhufner, sechs Viertelhufner und vier Kätner.
1895 kostete der Roggen je 200 Pfund nur 11 bis 12 Mark, Gerste war noch billiger, Buchweizen dagegen war etwas teurer. Das Rindvieh stand aber „in hohen Preisen“: Kühe wurden für 400 Mark und mehr verkauft.
1906 gründeten die Jahrsdorfer einen Wassergenossenschaftsverein und legten die Leitung vom „Burdiek“ Richtung Schule.
1911 herrschte die Maul- und Klauenseuche. Zwar genas das Vieh wieder, aber durch den verminderten Milchertrag und die Gehöftsperre entstand den Landleuten erheblicher Schaden. Schweine durften nicht verkauft werden.
Am 10. März 1913 fand in der Dorfschule eine Feier zur Erinnerung an die Erhebung des deutschen Volkes gegen die französische „Fremdherrschaft“ statt (1813) statt. Lehrer Lindschau hielt eine Ansprache. Darin schilderte er die Erhebung des deutschen Volkes im Frühjahr 1813 und hob die Bedeutung des Tages als „Jahrhunderttag“ der Stiftung der Eisernen Kreuzes und des Geburtstags der preußischen Königin Luise von Mecklenburg-Strelitz hervor.
1913 fand ebenfalls eine Feier zum „Regierungsjubiläum“ des Kaisers statt.
1914 kam Lehrer Behrens nach Jahrsdorf. Nach der Mobilmachung seien die jungen Soldaten mit großer Zuversicht und Gottvertrauen „fröhlich ins Feld gezogen“. Im Dorf gab es Einquartierungen: eine Kompanie Infanterie-Ersatzreservisten und Kriegsfreiwillige. Nach mehreren Wochen mussten sie an die Front nach Belgien. 1916 gab es „Nährmittel und Seifenkarten“. 250 g gab es auf Fleischkarten. Das Schweinefutter war knapp und teuer. 1 Zentner Gerstenschrot kostete 98 Mark, Kleie 50 Mark, Sauenschrot (Strohmehl, Heidemehl, Kastanien, Unkrautsamen) 36 Mark. Während des Krieges durften Kartoffeln und Rüben nicht an das Vieh verfüttert werden. Es herrschte der so genannte „Rübenwinter“. Pro Person erhielten die Jahrsdorfer 250 g Kartoffeln und 500 g Rüben. Der Milchertrag war angesichts der Futtermittelknappheit im Winter 1917/18 so gering, dass Bauern mit zwölf Kühen nicht einmal eine Suppe für ihren Haushalt kochen konnten. In diesem Jahr wurden die Schulferien so gelegt, dass Kornernte oder Kartoffelernte war, damit die Schüler mitarbeiten konnten. Nach dem Ende des Ersten Weltkrieges wurde die Situation nicht wesentlich besser. 1920 wurde das Getreide knapp. Für ein Doppelzentner Buchweizen wurden 400 Mark gefordert. Ein Pfund Hafer kostete 1,50 Mark. Bekleidung war beinahe unbezahlbar, eine Rolle Nähgarn kostete 18 Mark.
Die Inflation war auch in Jahrsdorf angekommen. 1927 wurde das Getreide des Dorfes sehr schlecht bezahlt; die Futtermittel waren teuer. Schlachtvieh und Gefrierfleisch kamen aus dem Ausland auf die Märkte. Die hiesige Schweinemast war nicht mehr rentabel. Bei jedem Schwein wurde beim Verkauf Bargeld zugesetzt. Der Unmut der Landbevölkerung wuchs. (Zur Landvolkbewegung in Schleswig-Holstein siehe Landvolkbewegung (Schleswig-Holstein).)
Im Januar 1928 kam es zu einer Demonstration vor den Finanzämtern. Kein Bauer konnte zahlen, weil die Steuern zu hoch waren. Für Kartoffeln gab es zu wenig Geld, sodass sie „eingemietet“ wurden. Im harten Winter 1928/29, der bis Mai dauerte, erfroren die Kartoffeln in ihren „Mieten“. Am 4. September 1929 vollendete das von Graf Zeppelin konstruierte Luftschiff den ersten Rundflug um die Erde, die Jahrsdorfer Volksschüler hatten daher schulfrei.
Am 1. Juli 1930 hatten alle Schulkinder anlässlich der Räumung des Rheinlandes schulfrei.
Am 9. Juli wurden die Fahnen auf halbmast gesetzt, weil in Koblenz die Befreiungsfeier in Anwesenheit des Reichspräsidenten von Hindenburg 34 Menschen aus „lautem Festjubel“ in den Tod gerissen worden waren, als eine Brücke einstürzte.
1930 war für die Landwirtschaft sehr ungünstig. Das Korn musste zwischen dem Regen vom Feld „gestohlen“ werden; von der Hitze war der Hafer „verbrannt“. Der Roggen wurde vollkommen ausgewachsen eingefahren.
Am 21. März 1931 wurde die „Winterhilfe“ ins Leben gerufen; überall gab es Konkurse und Zwangsversteigerungen. Gehälter sanken und Steuern waren nicht zu bezahlen. Korn und Kartoffeln wurden noch gut bezahlt (Roggen 10–11 Mark). Pro Jahr gab es für Rinder und Schweine 30–33 Mark bzw. 35–37 Mark.
1932 wehten die Fahnen an der Schule wieder auf halbmast: Das Schulschiff Niobe der Reichsmarine war mit 69 Mann Besatzung vor Fehmarn gesunken.

### Nationalsozialismus
In der Nacht nach der Reichstagswahl hatten radikale SS-Trupps u. a. auf dem Glüsinger Berg im benachbarten Hohenwestedt ein Sprengstoffattentat mit drei Handgranaten auf das Haus eines SPD-Mitglieds verübt, wie der Jahrsdorfer Lehrer Steen in der Schulchronik notiert. Bereits im November 1925 hatte sich in Hohenwestedt eine Ortsgruppe der NSDAP gegründet. Hohenwestedt und die umliegenden Landgemeinden waren schon 1924 mehrheitlich dem „Völkisch-Nationalen“ zugewandt gewesen. " In kürzester Zeit entstanden im Laufe des April 1924 Ortsgruppen in Hohenwestedt, Nindorf, Osterstedt, Wapelfeld und Tappendorf mit bis zu vierzig Gründungsmitgliedern, „deutschvölkisch denkende Männer“, wie es hieß. In Hohenwestedt und der angrenzenden kleinen Gemeinde Vaasbüttel wurden im August 1924 und im April 1925 „Nordmarkthings“ mit Tausenden von Uniformierten veranstaltet, die im Parademarsch an ehemaligen hohen Militärs vorbeizogen."
Anlässlich der Machtergreifung Hitlers am 30. Januar 1933 wehten überall die Hakenkreuzfahnen. Im Dorf begann das neue Schuljahr am 1. Mai mit den Feiern zum „Tag der nationalen Arbeit“. 1936 war von Frühjahr bis Herbst der Reichsarbeitsdienst im Einsatz. Unter den großen Eichen neben der Gastwirtschaft war das Lager errichtet. Aus den alten versumpften Wasserkuhlen wurden Löschwasserteiche gebaut. Als 1939 der Krieg gegen Polen begann, herrschte im Dorf −20 °C, sodass die zahlreichen Obstbäume und Weinstöcke des Dorfes erfroren.
1940 wurde auch der Lehrer Steen zum Heeresdienst einberufen. Bis zum Januar 1941 waren weitere fünf Jahrsdorfer Männer zum Frontdienst einberufen worden. Davon nahm einer am Überfall auf Polen bis Lemberg teil. Ein Jahrsdorfer musste an den Westwall, ein weiterer in das besetzte Belgien und in die Baukompanie einer Luftwaffenabteilung.
Belgische und französische Kriegsgefangene sowie polnische „Zivilarbeiter“ halfen auf den Höfen des Dorfes, deren Männer eingezogen worden waren. Der Ortsbauernführer beschäftigte auf seinem Hof eine Ukrainerin, zwei französische Kriegsgefangene (Brüder), ein polnisches Mädchen und einen Deutschen aus den Karpaten. Auf den Nienjahner Höfen waren Deutsche aus dem Banat, auf einem anderen Hof waren ein polnisches Ehepaar, ein Franzose, ein Pole sowie eine Ukrainerin und eine Russin im Einsatz. Die Gefangenen waren in den hergerichteten Stallungen der Witwe Fock untergebracht. Sie konnten sich frei bewegen, wurden aber nachts eingeschlossen und von einem Wachmann bewacht. An der Wand ihrer Unterkunft hinterließen sie eine handgemalte Weltkarte. Die polnischen Gefangenen unterstanden einer „zivilen Landwehr“ und mussten abends um 21 Uhr in ihrer Unterkunft sein.
Die Jahrsdorfer und die „Fremden“ aßen an gesonderten Tischen. Die „Verdunkelung der Fenster“ soll in diesen Jahren gut funktioniert haben; es wurden nur wenige Flugblätter der Alliierten gefunden. Die Ernte war schlecht und die Viehzählung ergab, dass es im Ort noch 444 Schweine, 13 Schafe und 337 Rinder gab. Wegen der schlechten Ernte wurde das Gebiet zum „Notstandsgebiet“ erklärt.
1942 wurden die Lebensmittel rationiert. Zum Weihnachtsfest 1943 wurden Sonderkarten ausgegeben. 1943 starben die ersten Jahrsdorfer an der Ostfront.
Am 18. Oktober 1943 gab es im Dorf 222 Personen, davon 11 Kriegsgefangene sowie 32 ausländische Arbeiter und deren Kinder. Die Hamburger Evakuierten waren mit einberechnet.
Pfingstmontag 1943 kam es im Zuge eines amerikanischen Luftangriffs gegen Hamburg zu einem „Luftkampf über Jahrsdorf“. Die Trümmer eines über dem Dorf abgeschossenen Flugzeugs nebst zehn Bomben fielen in die Weiden und in eine Pflugkoppel auf dem Vierth. Vier Mitglieder der Flugzeugbesatzung retteten sich durch einen Fallschirmabsprung, sechs Mitglieder der Besatzung kamen dabei ums Leben. Flugzeugteile gingen auch im Stiesch und in der Nähe Nienjahn-Silzen brennend nieder.
Einige Tage später kam ein Kommando von zwölf Schutzpolizisten mit zehn „Zuchthäuslern“ in das Dorf, um unter der Anleitung von zwei Marinefeuerwerkern die Bomben zu suchen. Nach einigen Tagen wurde eine 500 kg Bombe auf dem Vierth gefunden und entschärft. Die anderen Bomben blieben in der Erde, da sie mit den Suchstangen in 10 Meter Tiefe nicht gefunden wurden.
In den letzten Julitagen wurden tags und nachts Luftangriffe auf Hamburg geflogen. Die Jahrsdorfer konnten die Scheinwerfer der Bodenbatterien und das Flakfeuer sehen. Der Erdboden soll – so die Chronik – angesichts des schweren Bombardements vibriert haben. Bürgermeister Schröder und der Lehrer Steen mussten die Unterbringung der Evakuierten aus Hamburg im Dorf organisieren. Innerhalb weniger Tage kamen im Sommer 1943 47 Menschen. Einige von ihnen wurden bald darauf von Verwandten aufgenommen. Im Januar 44 waren noch 15 Evakuierte im Dorf.
Weihnachten 1943 gab es – wie im Vorjahr – Sonderrationen. Das „Winterhilfswerk“ der NSDAP (WHW) organisierte Eintopfsonntage und Haussammlungen für bedürftige Familien. Gespendet wurden auch Pelz- und Wollsachen, Konserven, Roggen, Kartoffeln, Obst und Gemüse sowie Bücher. Beim Sammeln halfen die Kinder des Dorfes mit. Sie sammelten auch Heilkräuter und halfen beim Torfbergen. Unter der Leitung eines Fachmannes wurde der Torf von Kriegsgefangenen gestochen. Die Weiterverarbeitung bis zum fertigen „Torfdiemen“ übernahm Lehrer Steen mit seinen Schulkindern bei Gluthitze und auch bei strömendem Regen im Moor. 20 Fuder Torf wurden jährlich nach der Ernte eingefahren. Die Schulstube wurde damit geheizt.
Seit der Bombardierung Kiels und Neumünsters war die Schülerzahl wegen der evakuierten Kinder im Dezember 1944 auf 42 angestiegen. Jahrsdorf hatte insgesamt 72 Evakuierte aufgenommen. Für drei Tage war das Schulzimmer Unterkunft für eine Familie aus Neumünster mit zehn Kindern. Für die Nächte was ein Strohlager aufgeschüttet. Später musste eine ältere Frau des Dorfes ihre Wohnung verlassen und für die Familie Platz machen.
1944 wurden auch zwei Jahrsdorfer als vermisst gemeldet.
1944 rief Hitler zur Bildung des Volkssturmes alle Männer zwischen 16 und 60 Jahren auf. In Jahrsdorf traten 22 Männer sonntags zum Ausbildungsdienst unter der Leitung der Zugführer W. Frixen und H. Butenschön an.
1945 kamen die ersten 18 Flüchtlinge aus Ostpreußen, zehn weitere Personen folgten am 1. März. Immer neue Trecks aus Ostpreußen, Westpreußen und Pommern erreichten Jahrsdorf. Die Dorfbewohner rückten immer mehr zusammen, um Platz für die Flüchtlinge zu machen, deren Zahl sich ständig erhöhte. Dazu kamen ebenfalls die „rückflutenden“ Soldaten, da sich die Front 1945 bis Hamburg heranschob. Die Jahrsdorfer Schule war das aufnehmende Quartier, aber auch Schreibstube und Unterkunft für Mannschaften.
Im Dorf mussten alle in Deckung gehen, wenn die Tiefflieger kamen. Auf der „Reichsstraße“ (heutige B 77) sollen sie reichlich Angriffsziele und Opfer gehabt haben.
In der Nacht zum 4. Mai 1945 wurde Jahrsdorf von Leuchtbomben erhellt. Zwei Bomben explodierten auf Warnkens Hauskoppel. Die Häuser von Warnken, Rohweder, Thun und Frixen wurden beschädigt. Insgesamt fielen bis 1945 17 Bomben in der Gemarkung: zehn in der Nähe des Vierths, fünf am Amtsmannsteich und zwei im Dorf.

### Entwicklung nach Kriegsende 1945
Nach der Kapitulation 1945 wurde das Dorf von den Briten besetzt.
Die Einwohnerzahl des Dorfes stieg durch die immer noch eintreffenden Flüchtlinge weiter an.
1945 hatte das Dorf 483 Einwohner, davon 187 Jahrsdorfer und 296 Flüchtlinge. Die Flüchtlingsfamilien wurden auf den Höfen einquartiert. Auf dem Boye-Hof wurden z. B. fünf Familien mit Kindern, insgesamt 21 Personen, untergebracht. Die Aufnahmekapazitäten orientierten sich an der Größe der Bauern- und Wohnhäuser.
Die alte „Schulflinte“ musste an die Briten übergeben werden. Die so genannte „Entnazifizierung“ begann nun flächendeckend in Schleswig-Holstein, also auch in Jahrsdorf. In der Regel fand sie am Wohnort statt. Die Tatsache, dass über Fragebögen die individuelle Schuld bzw. Unschuld erfasst wurde, war heftig kritisiert worden. Schließlich kam sogar der ehemalige Gauleiter der NSDAP von Schleswig-Holstein, Hinrich Lohse, relativ unbeschadet davon.
1947 war ein heißer Sommer mit wenig Regen und einer guten Ernte. Nach den Hungerjahren waren die Jahrsdorfer darauf bedacht, Vorräte anzulegen. Im Herbst zog man auf die abgeernteten Kartoffelfelder, um die liegengebliebenen Kartoffeln zu stoppeln. Der gesamte Acker wurde aufgehackt, um die restlichen Kartoffeln zu finden. Kartoffeln waren auf dem „Schwarzmarkt“ heiß begehrt. 1 Pfund Kartoffeln kosteten 100 Mark. In den Nachkriegsjahren wurde auch in Jahrsdorf viel Vieh gestohlen. Dem Bauern Möller wurden drei große Schweine im Winter gestohlen, die noch vor Ort aufgebrochen worden waren. Einem Normalverbraucher standen in der Zeit vom 8. November bis 7. Dezember 1947 folgende Essensration zu: 400 g Fleisch, 150 g Fett, davon 50 g Butter, 10.000 g Brot, 1250 g Nährmittel, 500 g Zucker, 62,5 g Käse, 500 g Fisch, 125 Kaffeeersatz und 2 Liter Magermilch.
1947 kostete 500 g Fleisch 1,20 bis 1.40 RM, 500 g Butter 1,80 RM, 3 Kilo Brot 1,03 RM, 500 g Zucker 0,40 RM, 1 Liter Magermilch 0,08 RM. Der Schwarzmarkt blühte: 500 g Fleisch kosteten 120 RM, 1 Zentner Kartoffeln 150 bis 180 RM, 1500 g Brot 50 bis 80 RM. Bohnenkaffee war für 500 RM zu haben, Fett für 240 RM und Zucker (500 g) für 120 RM. Weißer Pfeffer (500 g) kostete 240–280 RM. und eine Zigarette war für 7–8 RM zu haben.
Seit 1945 gab es schon keine Reinigungsmittel mehr für die Schule. Frau Schröder, Nienjahn, hatte von „ihren Flüchtlingen“ zwei Stubenbesen binden lassen, die sie der Dorfschule zur Verfügung stellte. Im Mädchenabort stand für 70 Mädchen nur ein Eimer zur Verfügung. Es war in jener Zeit nicht möglich, einen Zinkeimer mit Bügel vom Wirtschaftsamt zu erhalten.
Am 20. Juni 1948 wurde die Währungsreform durchgeführt. Jeder Dorfbewohner bekam für 60 Reichsmark 40 Deutsche Mark. Die Wirtschaft erholte sich und in den Geschäften gab es wieder Vieles zu kaufen.

### Jahrsdorfer Dorfschule
Die heute als Wohnhaus genutzte ehemalige Dorfschule wurde 1856 auf Gemeindeland erbaut.
Erhalten ist im Dorf die handschriftlich verfasste „Chronik der Schule zu Jahrsdorf“. Die ersten Aufzeichnungen von 1881 stammen vom Lehrer Matthießen. 1881 berichtet er, er habe von bereits verstorbenen Einwohnern der hiesigen Schulkommune erfahren, im vorigen Jahrhundert sei in der Hirtenkate, der Wohnung des Dorfhirten, die dem Dorf gehörte, im Winter von einem Lehrer „Schule abgehalten“ worden. Es soll sich um einen Lehrer Martens gehandelt haben, der zugleich Besitzer der Katenstelle auf Nienjahn gewesen sein soll. Nach dem Abriss der Hirtenkate im Dorf kostete der Bau der Dorfschule 1856 insges. 4200 Mark. Die Schulkommune lieferte das Dachstroh selbst an.
Der Schuldistrikt bestand aus den Dorfschaften Nienjahn und Altenjahn. Jahrsdorf und Nienjahn bildeten die Gemeinde Jahrsdorf, Altenjahn gehörte zur Gemeinde Grauel. Der zweite in der Schulchronik erwähnte Lehrer hieß Groth. Auch er hielt im Winter „Schule ab“ und verdiente sein Geld im Sommer durch Tagelöhnerarbeit.
C.C. Rathmann aus dem Herzogtum Schleswig von den „Hüttener Parzellen“ löste Lehrer Groth ab. Er starb 1848 in Jahrsdorf. Sein jüngster Sohn wurde Elementarlehrer in Jevenstedt.
Am 15. Mai 1848 trat Lehrer Matthießen den Lehrdienst an. Aus Stafstedt stammend wurde er von Hauptpastor Nissen in das Amt eingeführt.
Die jährliche Schulinspektion wurde vom Hauptpastor oder den Diakonen durchgeführt. 50 bis 60 Schülerinnen und Schüler besuchten in jenen Jahren die Dorfschule. Bei der Dorfzählung 1880 wurden 183 Jahrsdorfer und 25 Altenjahner erfasst. Die Reallasten mussten bis 1878 nach der Hufenzahl geleistet werden. Später geschah dies nach dem Reinertrag der Ländereien. Im gesamten Schuldistrikt gab es bis 1873 5,5 Hufen.
Am 5. April 1871 pflanzte Jahrsdorf anlässlich der Reichsgründung unter Beteiligung der Dorfschüler neun Friedenseichen auf dem „Toonbrei“. In der Mitte unter den Doppeleichen wurde eine Marmorplatte auf einem Gedenkstein mit folgendem Text errichtet: „Dem Fürsten, den Führern, dem Heere von 1870 u. 71 zur Ehre.“
1882 erhielt die Jahrsdorfer Volksschule ein Bild als Geschenk des deutschen Kaisers: „Dr. Martin Luther im Kreise seiner Mitarbeiter die Heilige Schrift verdeutschend“. Das Original stammte vom deutschen Maler Leonhard Gey (1838–1894) und hing in der Berliner Nationalgalerie. Anlässlich des 400. Geburtstags Martin Luthers hatte der deutsche Kaiser allen evangelischen Schulkindern eine Lithographie des Gemäldes geschenkt. Von den Provinzialregierungen aus wurde das kaiserliche Geschenk an alle Volks-, Bürger-, Stadt- und Mädchenschulen verschickt.
1890 ging Lehrer Matthießen in den Ruhestand.
Am 2. September 1890 wurde Lehrer Treu als Nachfolger gewählt. Dazu notierte er: „Meine Wahl wurde unter der Leitung des Schulinspektors, Pastor Schröder, von der königlichen Regierung bestätigt.“. Das Gehalt des Lehrers Treu wurde von 900 auf 1000 Mark erhöht. Außerdem erhielt er eine Wohnung in der Schule, Feuerung und einen Garten.
1891/92 fanden bauliche Veränderungen in der Schule statt. Die Ostseite wurde mit Reet neu eingedeckt. Da im heißen Sommer 1892 in Hamburg die Cholera ausgebrochen war, wurde überall, auch in Jahrsdorf, für die notleidende Bevölkerung in Hamburg (Altona und Wandsbek) gesammelt. Von Hohenwestedt aus ging ein Waggon mit 60 Tonnen Kartoffeln gen Hamburg; Jahrsdorf sendete 8 Tonnen Kartoffeln und 28 Mark.
1895 erhielt die Schule die letzten drei neuen Schultische. Die „Schulstube“ war nun mit zehn Tischen ausgestattet. 43 Kinder mussten dort ihren Platz finden.
Am 20. Juni 1895 wurde der Kaiser-Wilhelm-Kanal eingeweiht. Dabei notiert der Chronist, er sei mit den Jahrsdorfer Kindern zwar nicht an den Kanal gefahren, habe aber sich selbst nach Hochdonn begeben, als morgens um 5.30 Uhr der Kaiser per Schiff vorbeigefahren sei. Der Kaiser und die ihm nachfolgenden Kriegsschiffe seien von ca. 2000 Menschen mit lauten „Hurras“ begrüßt worden. Lehrer Treu notiert, es seien 23 Schiffe gewesen, deren Mannschaften das „Hurra“ mit Fahnen- und Tücherschwenken erwidert hätten. Sämtliche seefahrende Nationen Europas und der Vereinigten Staaten Nordamerikas seien durch je ein Kriegsschiff vertreten gewesen. Nur die Franzosen hätten „steif und stur“ auf dem Deck gestanden; kaum einer, so Lehrer Treu, habe gewinkt und er notiert: „O, die grande Nation!“
1906 wurde die Wasserleitung vom „Burdieck“ in die Schule verlegt.
Am 18. September 1908 wurde Lehrer Treu im Beisein seiner Schüler von Pastor Dörnte und vielen Gemeindemitgliedern verabschiedet. Zum Abschied bekam er nach achtzehnjähriger Tätigkeit vom Kreisschulinspektor den „Adler der Inhaber des Hohenzollerschen Hausordens.“
Nis Heinrich Lindschau (geb. 1885, Insel Alsen) wechselte 1908 von Holstee als Lehrer nach Jahrsdorf.
Durch die Gründung der Rentengüter auf dem zur Grauler Feldmark gehörigen Teil des Hofes Nienjahn wuchs die Zahl der Altenjahner Schulkinder, die gastweise eingeschult wurden. Der neue Pastor Etzdorf, der von Hallig Hooge nach Hohenwestedt gekommen war, wurde zum Oberschulinspektor der Jahrsdorfer Schule ernannt.
1914 verließ Lehrer Lindschau Jahrsdorf, um eine Lehrerstelle an der Mittelschule in Burg auf Fehmarn anzutreten.
Am 1. April 1914 nahm der Lehrer Klaus Hinrich Behrens (geb. 1864 in Peissen) den Dienst auf; am 26. September 1929 wurde Lehrer Behrens in den Ruhestand versetzt.
Am 1. Oktober nahm Hans Steen (geb. 1899 in Rendsburg) seinen Dienst als Lehrer in Jahrsdorf auf. Er blieb 35 Jahre Hauptlehrer an der einklassigen Dorfschule in Jahrsdorf. Die umfangreichen Aufzeichnungen in der Schulchronik nach 1929 (vgl. Absatz Nationalsozialismus) gehen Lehrer Steen zurück. Anhand der Eintragungen lässt sich ableiten, dass Steen vom Nationalsozialismus überzeugt gewesen sein muss. In Rendsburg geboren hatte er in Hohenwestedt die Privatschule des „Fräulein Wittmaack“ und anschließend dort das „Bruhnsche Knabeninstitut“. Nach Lehrtätigkeiten in Drelsdorf (Husum) und Bohnstedt wurde Lehrer Steen in Jahrsdorf von der Schleswiger Regierung als Nachfolger für Lehrer Behrens ernannt. 35 Jahre lang blieb er „Hauptlehrer“ der Dorfschule. Steen, der die Schulchronik sehr gewissenhaft führte, wurde am 19. April 1940 zum Heeresdienst einberufen. Die Dorfschule wurde daraufhin geschlossen.
Nach den Sommerferien übernahm Lehrer Landt aus Meezen die Verwaltung der hiesigen Schule. Dreimal pro Woche versammelte er die Jahrsdorfer Schuljugend um sich, bis Lehrer Steen auf Wunsch der Gemeinde und Behörde im November 1940 von der Truppe entlassen wurde und in Jahrsdorf erneut seinen Dienst antrat.
Am 15. März 1943 wurde Lehrer Steen mit der Verwaltung der Meezener Schule beauftragt. Der dort tätige Lehrer Landt war zum Heeresdienst einberufen worden.
Nach der Kapitulation Deutschlands 1945 wurde vermutlich auch Lehrer Steen einer „Entnazifizierung“ unterzogen. Die Dorfschule blieb jedenfalls von Mai bis September 1945 geschlossen. Danach übernahm ab dem 1. Mai 1946 erstmals eine Frau die Lehrtätigkeit in Jahrsdorf: Thea Möller aus Wapelfeld übernahm die Unterstufe, die nachmittags von 13.00 bis 16.00 Uhr unterrichtet wurde. Die Oberstufe hatte Unterricht von 8.00 bis 12.00 Uhr.
Für 81 Schulkinder gab es im November 1946 Schulspeisung. Nachdem das Essen im Waschkessel des Schulhauses gekocht worden war, wurde es im Schulhaus eingenommen. Für jedes Kind wurde pro Mahlzeit 15 Pfennige eingesammelt.

### Jagdgemeinschaft
1856 gründeten Paul Boye, Friedrich Möller (Besitzer der Bauernstelle Popp) und Hans Thun (Gastwirt) den Jagdverband Jahrsdorf.
Bis 1848 hatte der königl. Hegemeister in Barlohe in Jahrsdorf das Jagdrecht ausgeübt. Bis zur Revolution 1848 hatte das Bannrecht gegolten. Nur der König bzw. sein Hegemeister durfte in seinen „Bannforsten“ jagen. Jahrsdorfer Bauern mussten die Jagdgäste von Barlohe abholen und wieder zurückbringen. Sie waren freie zwar Geestbauern, mussten aber bis 1848 dem Landesherren „Hand- und Spanndienste“ liefern. Während der Jagd durften sie nur Treiberdienste verrichten. Erst ab 1848 wurde die Jagd an den Besitz von Grund und Boden gebunden, was die Bauern in Jahrsdorf zur Gründung ihrer Jagdgemeinschaft nutzten.
1896 feierte die Jagdgemeinschaft ihr 40-jähriges Jagdjubiläum. Mit dabei waren auch noch die drei Gründungsmitglieder Hans Thun, Paul Boye und der Altenteiler Friedrich Möller.
Zum 100-jährigen Jagdjubiläum, am 15. Dezember 1953, wurde eine ganztätige Treibjagd veranstaltet.
Neben den fünf Jägern aus Jahrsdorf waren 25 Jäger aus dem Umland (Hohenwestedt, Glüsing, Altenjahn, Wapelfeld, Silzen, Böternhöfen, Grevensberg, Meezen, Vaasbüttel, Lerchenfeld) eingeladen. Auf der Treibjagd wurden 27 Hasen, ein Kaninchen, drei Schnepfen und ein Baummarder geschossen. Alle Jahrsdorfer Frauen und Männer waren zum großen Festessen eingeladen.
Der Kreisjägermeister, Hans Voß aus Heinkenborstel, hob in seiner Ansprache hervor, es sei im Kreis, vielleicht sogar darüber hinaus, einmalig, dass Bauern eines Dorfes eine 100-jährige Jagdtradition besäßen. Die Feier fand im mit Tannengrün festlich geschmückten Saal der damals noch existierenden Jahrsdorfer Gastwirtschaft mit 100 Gästen statt. Der Ältermann der Jahrsdorfer Jagdgemeinschaft und Vorstand Hermann Möller hielt die Festansprache. Er dankte den alten Jägern und Vorständen Paul Boye, Friedrich Möller, Hans Thun und Hans Ratjen.
Seit ihrer Gründung 1856 sind die Jahrsdorfer Jäger als dörfliche Jagdgemeinschaft aktiv.

### Gemeindevorsteher und Bürgermeister (nach 1945)
- 1869 Hans Thun
- 1875 Johann Diercks
- 1881 Johann Diercks
- 1887 Johann Diercks
- 1893 Jasper Boye
- 1899 Jasper Boye
- 1905 Jasper Boye
- 1911 Jasper Boye
- 1917 Jasper Boye
- 1919 Hans Diercks
- 1924 Claus Groth
- 1929 Jacob Groth
- 1934 Wilhelm Schröder (Nienjahn)
- 1938 Hans Jansen-Groth
- 1942 Wilhelm Schröder
- 1948 Johannes Diercks
- 1963 Hans Röpcke
- 1990 Hans Röper
- 1998 Klaus Bruhn
- 2023 Hanna Damerow

## Politik

### Gemeindevertretung
Bei der Kommunalwahl am 14. Mai 2023 wurden insgesamt neun Sitze vergeben. Diese fielen erneut alle an die Kommunale Wählergemeinschaft Jahrsdorf. Die Wahlbeteiligung betrug 65,5 %.

## Kulturdenkmäler
Die Feldsteinpflasterstraße „Quellengrund“ sowie die gesamte Hofanlage mit Altenteilerhaus (Quellengr. 2 u.3) stehen seit März 2025 unter Denkmalschutz des Landes Schleswig-Holstein. Das 1921 erbaute Bauernhaus wurde vom evangelischen Kirchenbaumeister u. kaiserlichen Baurat Jürgen Kröger geplant und von Paul Boye erbaut. Liste der Kulturdenkmale in Jahrsdorf – Wikipedia
Von den im 18. Jahrhundert in den Bauernhäusern eingelassenen Eichbalken mit christlichen Sinnsprüchen ist einer erhalten und 2006 im „Ochsenstall“ des Quellenhofes eingemauert worden: „Sielke Boyen – Ich suche Jesum und Sein Licht, Alles Ander Hilft Mir Nicht. Anno 1778 Den 8 April.“ (Text aller einstmals vorhandenen Sinnsprüche in)

## Wirtschaft und Infrastruktur

### Wirtschaftsstruktur
Die Wirtschaft in der Gemeinde Jahrsdorf wird bis heute von der Urproduktion der Landwirtschaft geprägt. Die Höfe des Dorfes bestehen zumeist noch an den ursprünglichen Standorten. Sie sind ortsbildprägend. Ein harchivierter Nachweis eines Hofes stammt aus dem Jahr 1540.

### Verkehr
Direkt nördlich von Jahrsdorf kreuzen sich die Bundesstraße 77 von Rendsburg nach Itzehoe, die das Gemeindegebiet durchquert, und die Bundesstraße 430 von Neumünster in Richtung Heide. Der historische Ochsenweg, der bis ins 19. Jahrhundert die zentrale Verkehrsader durch Schleswig-Holstein darstellte, verläuft durch den Jahrsdorfer Balken, das Dorf und die Gemarkung Jahrsdorf bis nach Peissen.